# Cratere Hipparchus (Marte)
Hipparchus è un cratere sulla superficie di Marte.
Il cratere è dedicato all'astronomo greco Ipparco di Nicea.